# El Alma que Canta
 El Alma que Canta  fue una revista de Argentina dedicada fundamentalmente al género del tango que fundó Vicente Bucchieri. El primer número apareció en febrero de 1916 y dejó de publicarse en 1961

## Historia
En 1916 Vicente Bucchieri, nacido en Italia en 1901 y viviendo en Argentina desde los 7 años, trabajaba en el puesto de venta de diarios y revistas ubicado en la esquina de las calles Entre Ríos y Constitución, de los hermanos Juan y Rafael Canaro cuando tuvo la idea de publicar un folleto con letras de canciones y poemas populares al que tituló El Alma que Canta, que era como el poeta guatemalteco Enrique Gómez Carrillo había bautizado a la famosa cupletera Raquel Meller.
Contrató en la imprenta La Protesta una tirada de cinco mil ejemplares con 12 páginas cada uno y sin tapas -llevaba el mismo papel que en su interior- con la fianza del dueño de la fábrica de zinc donde trabajaba su padre. El tango con letra se estaba difundiendo rápidamente, el tango-canción estaba por nacer – Mi noche triste es de 1917- y también eran populares las letras de los cuplés. Con la colaboración de su esposa y de un empleado al que llamaban El Pelo Blanco, redactaba, imprimía y distribuía en la ciudad de Buenos Aires, algunas ciudades de las provincias y zonas de Córdoba, Santa Fe y Entre Ríos. Atendía los asuntos de la revista en la mesa del Bar Don César, en la calle Garay y Solís y tardó unos 4 años en afianzarse y a partir de entonces comenzó a numerar los ejemplares. Alrededor de 1923 instaló la redacción en una casa en la calle Garay cerca de Pasco y se mudó un año después a Reconquista 375 ya con un empleado, cuando la tirada alcanzaba los 150.000 ejemplares a diez centavos.
En 1925 Bucchieri conoció a un muchachito con ínfulas de actor y autor teatral y le sugirió escribir algunos versos lunfardos para publicar en cada edición, se trataba de Dante A. Linyera que, al tiempo, escribía las editoriales.
El Alma que Canta llegó a tener 64 páginas, por dificultades económicas se redujo a 12 y luego se recuperó. Tenía como competencia a El canta claro, fundada por los hermanos Angulo en 1921, Cantando, Ídolos de la radio, Radiomelodía y otras más.
Alberto Vaccarezza supo decir que: «El alma que canta la lee desde el Presidente de la Nación hasta el último chacarero». Muchos poetas le ofrecían sus versos sabiendo que serían leídos por una multitud, entre ellos Almafuerte, Alfonsina Storni y Vicente Barbieri. También publicaban, mensualmente, libritos sobre el lunfardo, cancioneros de tango y folklore y otros temas. Además de las letras, se agregaron secciones que en algunos casos eran fijas y en otros se iban renovando; durante bastante tiempo no faltó la nota firmada por Dante A. Linyera. Los nombres de las secciones eran variados: Brisas campesinas, Cantos de vida, Del arrabal porteño, En el reino de la fábula, Hípicas, Su majestad el tango, Últimos tangos de gran moda, Su alteza el Shimmy, La musa idealista, El secreto de las chicas, Últimas novedades, El conventillo político –que luego de producido el golpe de Estado de 1930 suprimió a sugerencia de personeros del gobierno. También se incluían monólogos que, en los teatros, creaban Elías Alippi, Enrique Muiño o Florencio Parravicini, que beneficiaban a la revista al mismo tiempo que popularizaban más a los actores y al teatro mismo. Una sección muy esperada por los lectores era el Correo sentimental, que algunos lo tomaban en broma y otros en serio.